# Canneto (Caronia)
Canneto di Caronia oder Canneto ist eine Fraktion des Ortes Caronia. Canneto hat ca. 150 Bewohner und liegt in der Metropolitanstadt Messina, an der Küste zwischen Palermo und Messina auf Sizilien in Italien.
Ab 2004 sorgte der Ort für Schlagzeilen in den Medien wegen angeblich unerklärlicher Brände. Am 5. März 2015 wurde der 26-jährige Giuseppe Pezzino aus Caronia der Brände beschuldigt und verhaftet. Diese seien veranlasst worden mit der Komplizenschaft seines Vaters Nino Pezzino, um wirtschaftliche Hilfe zugunsten der von den Ereignissen betroffenen Bürger zu erhalten.

## Belege
1. ↑  Rätselhaftes Phänomen: Auf Sizilien geraten Haushaltsgeräte scheinbar ohne Ursache in Brand. Auf: deutschlandfunk.de vom 8. November 2007.
2. ↑  Setter of Sicily mystery fires arrested. Auf: ansa.it vom 5. März 2015.